# Elumbé
Elumbé es una comparsa lubola uruguaya, originaria del barrio de Malvín.

## Historia
Fundada en el año 2000. Esta sociedad de negros y lubolos ha obtenido varios primeros premios en desfiles de llamadas y concursos de carnaval. Perteneciente a la Asociación Uruguaya de Candombe (Audeca). Su director es Alejandro Arrascaeta. Sus colores son negro, naranja y amarillo.

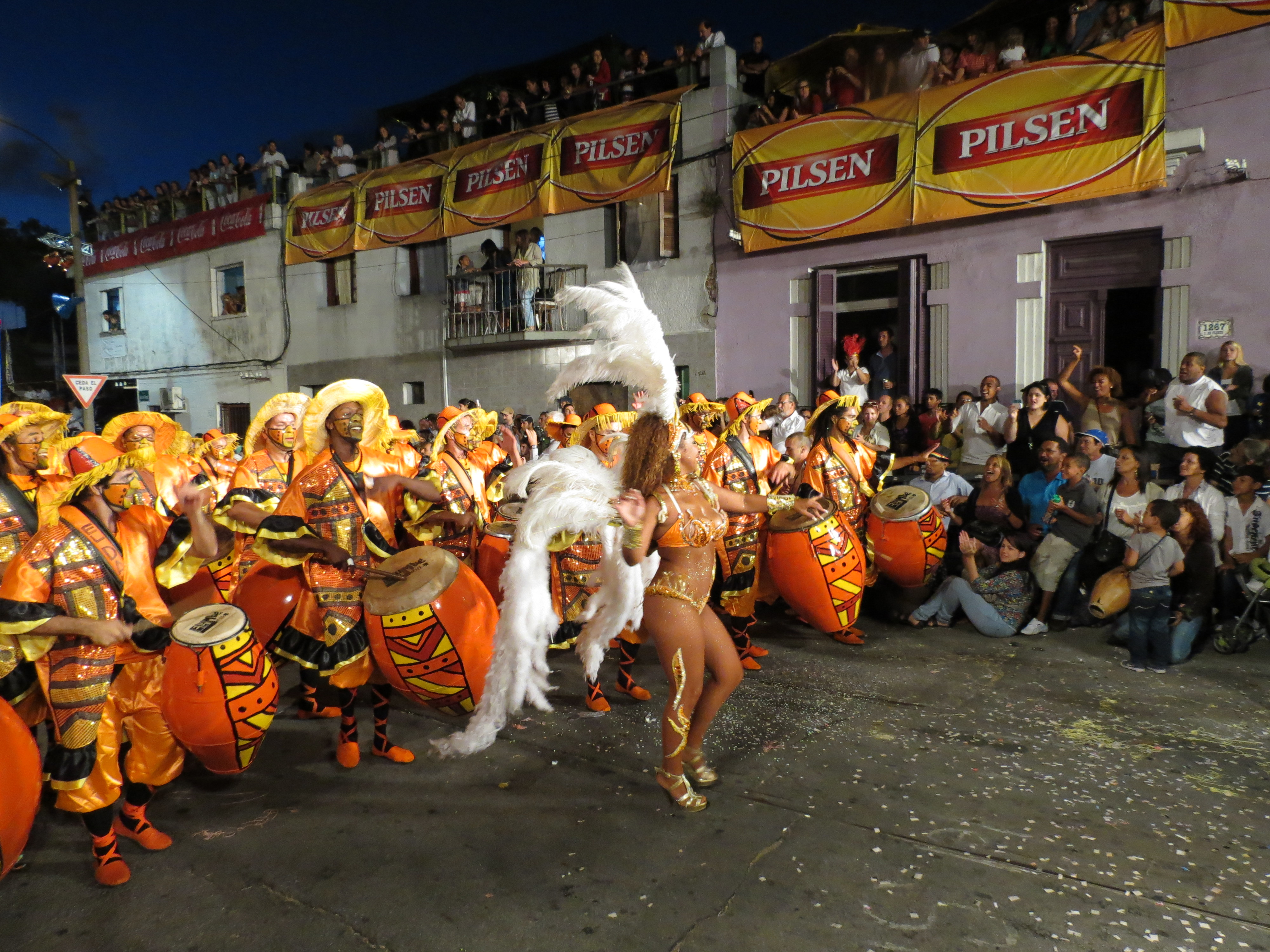
Elumbé en Desfile de Llamadas 2012

Ganó el Desfile de llamadas en cuatro oportunidades: 2004, 2008, 2011 y en 2015 con 413 puntos, obteniendo también el premio a mejor cuerpo de baile. En 2018 no desfiló.

### Premios
| Año                         | Comparsa | Desfile de llamadas | Otros premios                                 |
| --------------------------- | -------- | ------------------- | --------------------------------------------- |
| 6 de febrero de 2004        | Elumbé   | Primer premio       |                                               |
| 3 y 4 de febrero de 2006    | Elumbé   | Segundo premio      |                                               |
| 8 y 9 de febrero de 2007    | Elumbé   | Tercer premio       |                                               |
| 7 y 8 de febrero de 2008    | Elumbé   | Primer premio       |                                               |
| 5 y 6 de febrero de 2009    | Elumbé   |                     | Cuerpo de baile y vedette Gabriela Fernández. |
| 4 y 5 de febrero de 2010    | Elumbé   | Segundo premio      |                                               |
| 3 y 4 de febrero de 2011    | Elumbé   | Primer premio       | Cuerda de tambores y Cuerpo de baile.         |
| 9 y 10 de febrero de 2012   | Elumbé   | Segundo premio      |                                               |
| 31 y 3 de febrero de 2013   | Elumbé   | Segundo premio      |                                               |
| 5 y 6 de febrero de 2015    | Elumbé   | Primer premio       | Cuerpo de baile.[2]                           |
| 4, 5 y 6 de febrero de 2016 | Elumbé   | Segundo puesto      | Cuerpo de baile                               |